# 巴特·邦特
巴特·邦特（英語：Bart Bonte）是比利時獨立遊戲開發者，以其眾多益智遊戲而聞名，其中包括2012年的《Sugar，Sugar》、2017年的《yellow》和2020年的《Green》。他曾經以一隻橡皮鴨、CRT顯示器以及他女兒的泰迪熊等事物來當作遊戲的靈感，並且以綽號bontegames發布自己的遊戲。

## 個人簡介
邦特在比利時長大，小時候喜歡在他的電腦Amiga上玩遊戲。從那時起，邦特就知道他想成為一名遊戲開發人員，之後在2005年發布了他的第一款遊戲，一款用Adobe Flash製作的密室逃脫遊戲。到2017年，他已經開發並發布了50多款遊戲。

## 外部連結
- 官方網站 （页面存档备份，存于）